# Wildcatter
Ein Wildcatter (von englisch „wildcat“, deutsch Wildkatze) ist der amerikanische Begriff für eine Person die nach Erdöl sucht und erste Bohrungen vornimmt. Der Begriff für amerikanische Ölsucher stammt aus der frühen Gründerzeit der  Ölindustrie im westlichen Pennsylvania. Am 1. März 1880 erschien in der Tageszeitung „Herald“ von Titusville, (Pensilvania) der erste Artikel zu den Arbeiten der Wildcatter.
Einer der bemerkenswerten Wildcatter war der texanische Öl-Magnat Glenn McCarthy (1907–1988), er wurde auch als „The King of the Wildcatters“ genannt.
Wildcatter war auch der amerikanische Slang für jede riskante Unternehmung im 19. Jahrhundert, bevor der Begriff in der Erdölindustrie bekannt wurde.
„Mr. Wildcatter“ war der Spitzname des Öl-Erben Marvin Davis.